# Długie (województwo wielkopolskie)
Długie – wieś w Polsce położona w województwie wielkopolskim, w powiecie kolskim, w gminie Chodów.
Wieś królewska w starostwie przedeckim w powiecie łęczyckim województwa łęczyckiego w końcu XVI wieku.
W latach 1954–1968 wieś należała i była siedzibą władz gromady Długie, po jej zniesieniu w gromadzie Czerwonka. W latach 1975–1998 miejscowość administracyjnie należała do województwa konińskiego.
Zobacz teżDługie